# Krasimira Bogdanova
Pour les articles homonymes, voir Bogdanova.
Krasimira Nikolova Bogdanova, née le 5 juin 1949 et morte le 10 mars 1992, est une joueuse bulgare de basket-ball. Elle évolue durant sa carrière au poste d'ailière.

## Palmarès
- Vice-championne olympique 1980
- Médaillée de bronze olympique 1976
- Vice-championne d'Europe 1972
- Troisième du championnat d'Europe 1976